# Juniopstand
De Juniopstand (Frans: Insurrection républicaine à Paris en juin 1832) was een antimonarchistische opstand in Parijs die plaatsvond op 5 en 6 juni 1832.

## Aanloop
Een crisis die in 1827 was begonnen leidde tot ernstige productievermindering waarbij vele fabrieken in Frankrijk stilvielen. Hierdoor steeg de werkloosheid in het land in 1830 en 1831. Door deze werkloosheid en onvrede over het beleid van Karel X van Frankrijk brak in juli 1830 in Parijs de Julirevolutie uit. De Franse liberale politici maakten van deze revolutie gebruik om de liberale Lodewijk Filips I op de troon van Frankrijk te plaatsen in plaats van de gehate Karel X. Door deze monarchale wisseling waren de republikeinen nog altijd niet tevreden met de situatie in Frankrijk. In het jaar na de Julirevolutie werden er een aantal politieke organisaties opgericht die deze monarchie omver wilden werpen, namelijk de Amis du peuple en de Droits de l'Homme.
In 1832 begon de economie weer aan te trekken, maar dit was nog niet direct merkbaar bij de Franse onderklasse. Daarnaast kampte Frankrijk, net als de rest van Europa, met een cholera-epidemie. Het volk begon de Franse autoriteiten hiervan de schuld te geven en dit leidde al tot het nodige groepsgeweld.

## Opstand
Op 1 juni 1832 overleed de populaire Franse en voormalig napoleontische generaal Jean Maximilien Lamarque. Hij werd op 5 juni begraven en zijn begrafenis vormde de gelegenheid om alle onvrede te tonen. Vele voorbijgangers sloten zich bij de begrafenisstoet aan en weldra groeide de menigte uit tot een grootte die geweld opriep. Verscheidene burgers kwamen hardhandig in aanraking met de handhavers en een dag lang leek het erop dat de rel zou kunnen uitgroeien tot een revolutie toen groepen demonstranten met hun rode vlaggen eerst in botsing kwamen met de politie en later met het leger. Door het gebrek aan leiderschap en een serieuze motivatie kwam de situatie weer tot rust.

## Nasleep
Na deze kleine opstand raakte de Amis du peuple in verval en haar actieve leden sloten zich aan bij de Droits de l'Homme. De hoofdcommissaris van de politie van Parijs verklaarde later dat jaar dat de Republikeinen vrij geïsoleerd waren geraakt in Parijs en geen bedreiging meer vormden.

## Les Misérables
Ten tijde van de opstand was de Franse schrijver Victor Hugo in de Tuilerieën een toneelstuk aan het schrijven. Toen hij het kanonnenvuur uit Les Halles hoorde komen volgde hij het geluid en was hij getuige van de barricades die in Les Halles waren opgeworpen. Hij gebruikte de opstand als setting voor een gedeelte van zijn roman Les Misérables.